# Majagual
Majagual è un comune della Colombia facente parte del dipartimento di Sucre.